# 陈乔枞
陈乔枞（1809年—1869年），字朴园，福建闽县(今福州市)人。陳壽祺子。
道光五年（1825年），陈乔枞中举人。道光二十四年（1844年），赴江西，任知县。后曾任袁州、临江、抚州知府。
同治八年（1869年），陈乔枞逝世。
陈乔枞续有《今文尚书经说考》、《齐鲁韩三家诗遗说考》等。